# Ааіна (фільм, 1944)
Ааіна (англ. Aaina) — індійський фільм 1944 року, знятий на кіностудії Боллівуд.

## Ланки
- Ааіна на сайті IMDb (англ.)